# Bisdom Lugazi

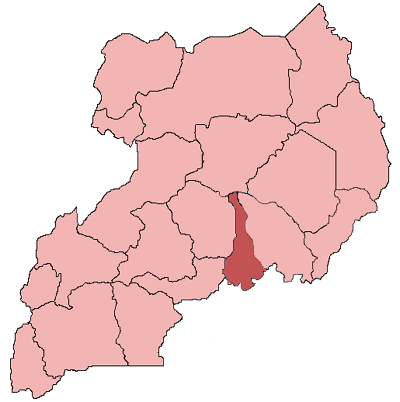
Het bisdom Lugazi binnen Oeganda

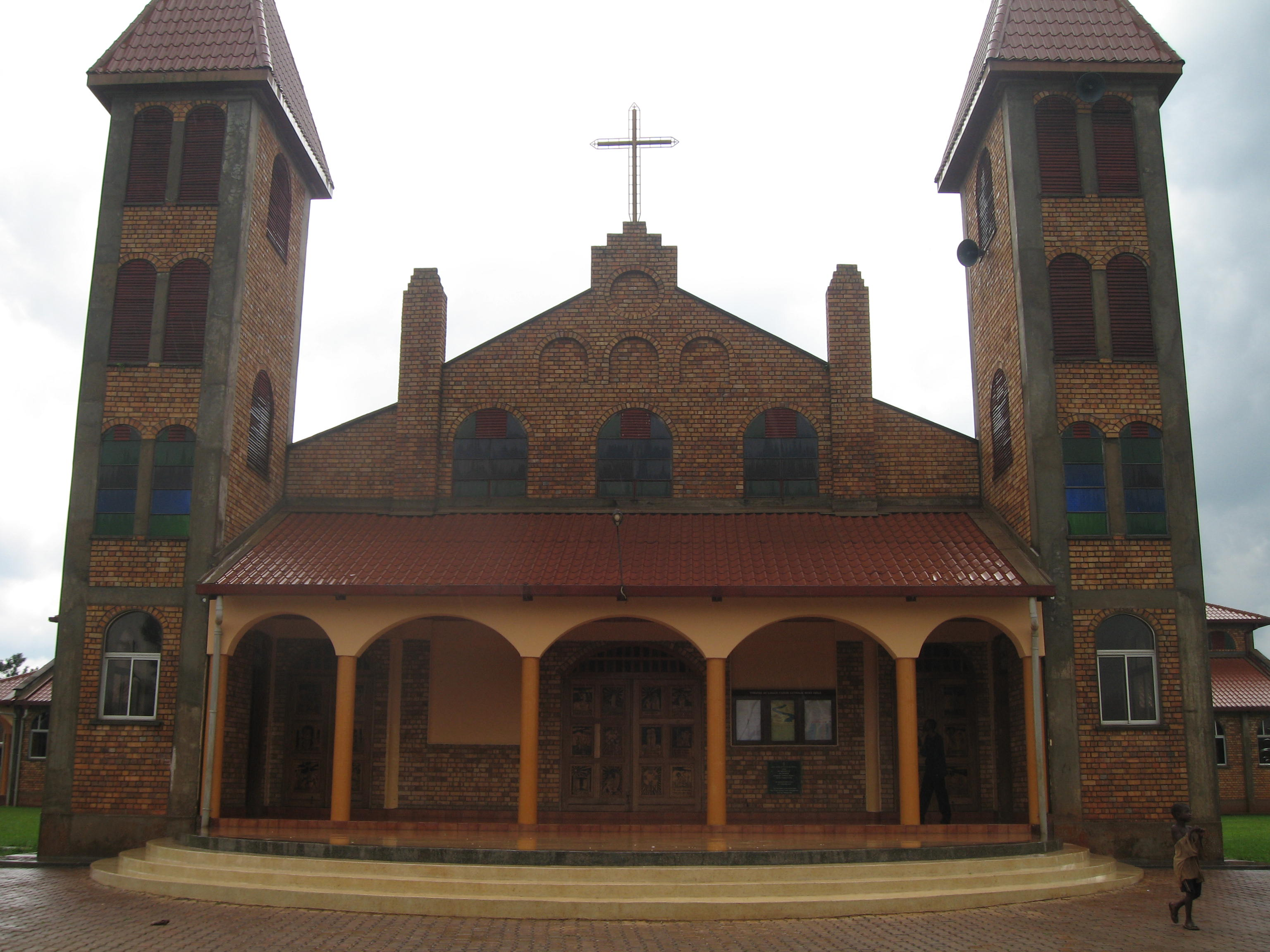
De kathedraal van Lugazi

Het bisdom Lugazi (Latijn: Dioecesis Lugasiensis) is een rooms-katholiek bisdom met als zetel Lugazi in Oeganda. Het is een suffragaan bisdom van het aartsbisdom Kampala. Het bisdom werd opgericht in 1996. Hoofdkerk is de Kathedraal Our Lady Queen of Peace.
In 2019 telde het bisdom 26 parochies. Het bisdom heeft een oppervlakte van ongeveer 4.595 km². Het telde in 2019 1.969.000 inwoners waarvan 42,1% rooms-katholiek was. 

## Bisschoppen
- Matthias Ssekamaanya (1996-2014)
- Christopher Kakooza (2014-)